# 5. Gebirgs-Division
5. Gebirgs-Division var en tysk division med bergsinfanteri under andra världskriget. Den sattes upp i den österrikiska delen av Tyrolen i oktober 1940 genom att ta 100. Gebirgsjäger-Regiment från 1. Gebirgs-Division och 85. Infanterie-Regiment från 10. Infanterie-Division samt mindre delar av båda divisionernas understödstrupper. Divisionen kapitulerade nära Turin i maj 1945.

## Kreta
Efter att de två första anfallsvågorna från 7. Flieger-Division som landsattes med fallskärm och glidflygplan hade säkrat ett flygfält skulle delar av 5. Gebirgs-Division flygas in som förstärkning. Divisionens tunga material och delar av trupperna skulle transporteras sjövägen över till Kreta i två olika vågor med beslagtagna kaikier.
Den 21 maj på invasionens andra dag hade de luftlandsatta förbanden lyckats få kontroll över flygfältet i Maleme och inflygningen av bergsjägare kunde börja trots att flygfältet låg under artillerield.

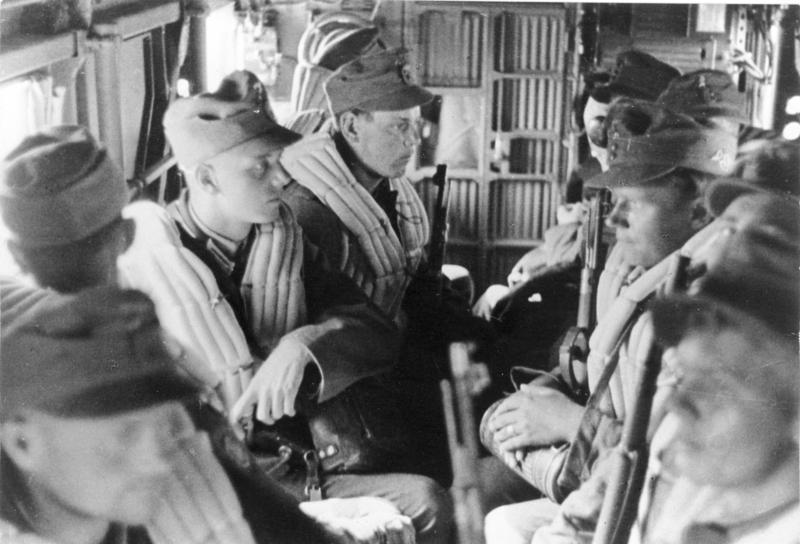
Soldater ur 5. Gebirgs-Division i en Junkers Ju 52/3m under transport till Kreta under Slaget om Kreta

## Organisation
Divisionens organisation.
- 85. Gebirgsjäger-Regiment
- 100. Gebirgsjäger-Regiment
- 95. Aufklärungs-Bataillon
- 95. Panzerjäger-Bataillon
- 73. leichte Flak Batterie (Luftwaffe)
- 95. Gebirgs-Artillerie-Regiment
- 95. Gebirgs-Pionier-Bataillon
- 95. Nachrichten-Bataillon
- 95. Nachschubtruppen

## Befälhavare
Divisionscheferna:
- General der Gebirgstruppen Julius Ringel   (1 november 1940 - 10 februari 1944)
- Generalleutnant Max Schrank   (10 februari 1944 - 18 januari 1945)
- Generalmajor Hans Steets   (18 januari 1945 - 8 maj 1945)